# Графство Витгенщайн
Графството Витгенщайн (на немски: Grafschaft Wittgenstein, Widechinstein, Wittgensteiner Land, Wittgenstein) е територия на Свещената Римска империя в Северен Рейн-Вестфалия, Германия.

## История
Внуците на граф Вернер I фон Батенберг и Витгенщайн (1150 – 1215) си поделят неговата собственост през 1238 г. Тогава Зигфрид I († след 1283) от рода Батенберг получава земята около горното течение на реките Лан и Едер и се нарича Зигфрид фон Витгенщайн. Така започва историята на самостоятелното Графство Витгенщайн. Той управлява от замъка Витгенщайн над град Ласфе. След смъртта на неговия внук Зигфрид III през 1359 г. владенията му преминават към Графство Зайн.
През 1361 г. поради липса на мъжки наследници, графовете Еберхард и Хайнрих фон Зайн наследяват графството и родът започва да се нарича Зайн-Витгенщайн. През XV век графската фамилия е поставена под закрилата на ландграфовете от Хесен-Марбург против нападения главно от архиепископство Майнц.
През 1605 г. следва подялба между линиите Зайн-Витгенщайн-Берлебург и Зайн-Витгенщайн-Витгенщайн.
През 1806 г. верните на императора графове Кристиан Хайнрих фон Зайн-Витгенщайн-Берлебург (1792) и Фридрих Карл фон Зайн-Витгенщайн-Хоенщайн (1801) са издигнати от император Франц II в ранг имперски князе.
През 1806 г. двете княжества са включени в границите на Велико херцогство Хесен, а през 1815 г. са предадени на Прусия.

- Графство Витгенщайн при Вемлигхаузен
- Ласфе с двореца Витгенщайн